# Pneumostática
Pneumostática é o estudo dos gases em repouso. É sabido que os gases pesam, isso foi demonstrado por Galileu. O peso do ar que compõe a atmosfera , distribuído pela superfície da Terra, exerce uma pressão conforme comprovado por Torricelli. A experiência foi  executada quando o estudioso inverteu um tubo cheio de mercúrio num recipiente que também continha mercúrio. O tubo não se esvaziou totalmente, portanto a única explicação era que havia algo que sustentava aquele elemento químico, e este algo só poderia ser a pressão atmosférica.
Pascal repetiu as experiências de Torricelli, mas utilizou água. Sabe-se que previamente calculou que deveria utilizar um tubo de 10 metros de altura. Ao fazer a experiência, descobriu que os cálculos estavam corretos, pois a altura da água mantida pela pressão atmosférica foi de 10,33 m de altura. O cientista repetiu a experiência com vinho inclusive, o que comprovou estar correto.